# Тупунґато
Тупунґа́то (ісп. Tupungato) — одна з найвищих гір Південної Америки, масивний стратовулкан, що сформувався в епоху Плейстоцену. Знаходиться на кордоні Чилі (Столичний Регіон Сантьяго) і Аргентини (провінція Мендоса), за 80 км на схід від Сантьяґо і на 100 км на південь від Аконкаґуа, найвищої вершини Анд. 
Назва вулкану з індіанської мови уарпе перекладається як «Той, що спостерігає за зірками». За назвою вулкана названий аргентинський департамент Тупунґато, у якому знаходиться гора, та відомий сорт аргентинського вина. В районі гори знаходиться багато поселень. Піднятися на гору можна зі сходу, заходу або півдня. Біля гори знаходиться менший пік, Тупунґатіто, останнє виверження якого відбулося в 1987 році.
Першими підкорювачами вершини вулкану були Матіас Цюрбрігген і Стюарт Вайнс 12 квітня 1897 року.